# The Dilemma
The Dilemma es una película estadounidense de 2011 dirigida por Ron Howard, escrita por Allan Loeb y protagonizada por Vince Vaughn, Kevin James, Winona Ryder y Jennifer Connelly.

## Sinopsis
Ronny (Vince Vaughn) y Nick (Kevin James) son amigos y socios de una pequeña empresa de diseño de automóviles. Ronny tiene una relación duradera con su novia Beth (Jennifer Connelly) mientras que Nick está casado con Geneva (Winona Ryder). A los dos se les ha dado recientemente la oportunidad de presentar un coche ecológico a Dodge. Mientras está en un jardín botánico planeando una manera de proponerle matrimonio a Beth, Ronny ve a Geneva besando a un hombre llamado Zip (Channing Tatum). Llega a casa molesto, pero le miente a Beth sobre la razón. Ronny decide informarle a Nick sobre la infidelidad de Geneva, pero por algún motivo u otro termina posponiéndolo.

## Reparto
- Vince Vaughn es Ronny Valentine.
- Kevin James es Nick Brannen.
- Winona Ryder es Geneva Brannen.
- Jennifer Connelly es Beth.
- Channing Tatum es Zip.
- Queen Latifah es Susan Warner.
- Chelcie Ross es Thomas Fern.
- Amy Morton es Diane Tutin.
- Clint Howard es Herbert Trimpy.
- Talulah Riley es la modelo.